# Calchaenesthes diversicollis
Calchaenesthes diversicollis är en skalbaggsart som beskrevs av Holzschuh 1977. Calchaenesthes diversicollis ingår i släktet Calchaenesthes och familjen långhorningar.
Artens utbredningsområde är Iran. Inga underarter finns listade.